# 江阴路
江阴路是中華人民共和國上海市黃浦區一條東西走向道路，道路西起成都北路，中與重慶北路相交，東至黃陂北路。全長200多米（一說390米）。该路原是一條小河。19世纪末，上海跑马总会英籍职员孟德兰在小河北侧兴建三层花园楼房並於1887年填浜筑路，路名也得名孟德兰路。1943年，江阴富商葛凤池搬来此处，道路更名为江阴路。道路一開始是泥路，后改為弹街路面，1980年代改為瀝青路面。

## 沿途建築
1979年9月1日（一說9月15日），江阴路上開設了上海第一家专业花鸟市场，即江阴路花鸟市场或江阴路花鸟鱼市场。1990年，江阴路市场由棚摊改为入市经营。2001年9月25日，江阴路花鸟市场關閉。

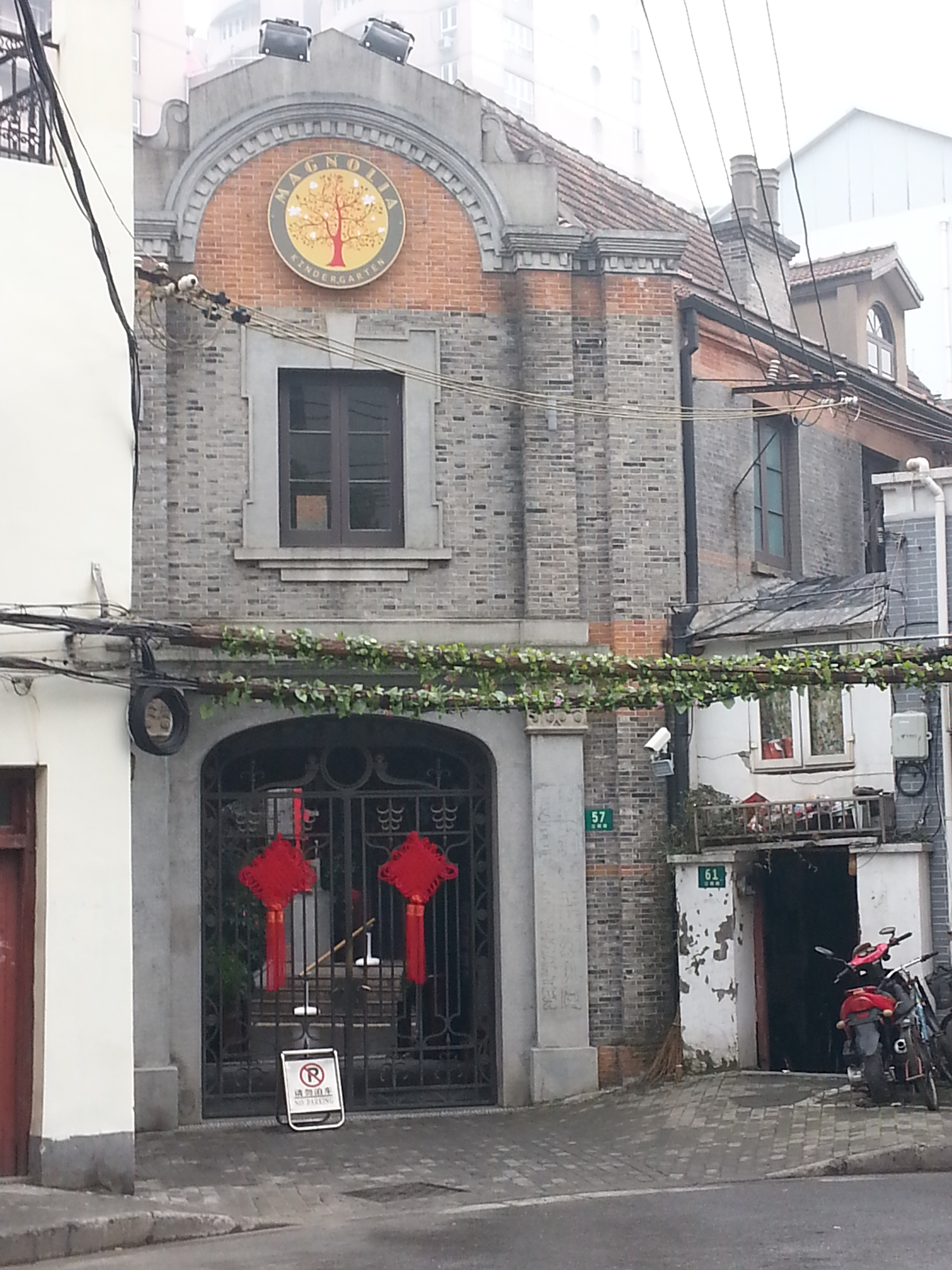
江阴路57号住宅

江阴路57号住宅（江阴路小楼）是一個独户小洋楼，1906年由德国商人兴建。1921年江阴富商葛家买下洋楼後改建成“颐庐”。后来洋楼被收购，目前為上海黄浦区民办玛诺利娅主题幼儿园所在地。
江阴路101号歷史上是一所护国禅寺，後來當地造成江阴路小学校舍，現為南京东路街道社区事务受理服务中心。現建筑外观只保存了庙宇式围墙及门楼。
江陰路83弄是大興里，於1917年竣工。江阴路83弄5号曾是统一纱厂董事长吴继宏的家宅，江阴路157号則是陈夔龙故居。
距离江阴路200多米是有一个名叫顺天村的老式洋房小区，建于1936年。顺天村曾經是上海女子商业储蓄银行的职工宿舍。
江阴路72号是一个花园洋房院落。
江陰路88弄名為九福里，建於1927年（一說建於1917年）。它是一個石庫門弄堂。程硯秋曾居住於此。
江陰路106弄名為六仪坊，同樣建於1917年。